# Animation Domination
Animation Domination é um bloco de programação exibido no horário nobre de domingo da rede de televisão americana Fox Broadcasting Company (FOX). É também exibido na rede de televisão canadense Global TV.
Em janeiro de 2013, passou a ser emitido também nas noites de sábado.

## História
A FOX estreou o bloco no final da temporada televisiva de 2004-05, em 1 de maio de 2005. A primeira série original a estrear no bloco foi American Dad, que teve seu piloto exibido em 6 de fevereiro de 2005. The Simpsons, King of the Hill e Family Guy (que havia voltado de um cancelamento de 3 anos) completaram a programação.

## Programação

### Atuais
- The Simpsons (1989–presente)
- Family Guy (1999–2002; 2005–presente)
- American Dad! (2005–presente)
- Bob's Burgers (2011–presente)
- Axe Cop (2013-presente)
- High School USA! (2013-presente)

### Programas a serem lançados
- Murder Police[4] (Dezembro de 2013)
- Lucas Bros. Moving Co. (Janeiro de 2014)
- Golan the Insatiable (Janeiro de 2014)[5]
- Bordertown (2014)

### Programas cancelados
- King of the Hill (1997–2010)
- Sit Down, Shut Up (2009)
- Allen Gregory (2011)
- Napoleon Dynamite (2012)
- The Cleveland Show (2009–2013)[6]